# Holovne
Holovne (en ukrainien : Головне) ou Golovno (en russe : Головно ; en polonais : Hołowno) est une commune urbaine de l'oblast de Volhynie, en Ukraine. Sa population s'élevait à 3 019 habitants en 2017.

## Géographie
Holovne se trouve à 12 km au nord-nord-est de Liouboml, à 110 km au nord-ouest de Loutsk, à 167 km au nord de Lviv et à 464 km à l'ouest-nord-ouest de Kiev.

## Histoire
Pendant la Seconde Guerre mondiale, la localité est occupée par l'Allemagne nazie du 25 juin 1941 au 22 juillet 1944. Durant l'été 1942, les juifs de Holovne sont assassinés lors d'exécutions de masse perpétrées par une unité des Einsatzgruppen formée de gendarmes et de policiers ukrainiens. Le massacre fait 70 à 80 victimes.

## Population
Recensements (*) ou estimations de la population :
| 1959* | 1970* | 1979* | 1989* | 2001* | 2011  |
| ----- | ----- | ----- | ----- | ----- | ----- |
| 4 620 | 3 844 | 3 734 | 3 212 | 3 190 | 3 055 |

| 2012  | 2013  | 2014  | 2015  | 2016  | 2017  |
| ----- | ----- | ----- | ----- | ----- | ----- |
| 3 036 | 3 015 | 3 006 | 3 025 | 3 032 | 3 019 |